# Киркиз'я
Киркиз'я́ (рос. Кыркызья) — річка в Удмуртії (Якшур-Бодьїнський та Селтинський райони), Росія, права притока Арлеті.
Річка починається за 2 км на південний захід від присілку Кесшур на території Якшур-Бодьїнського району. Тече спочатку на північний захід, біля присілку Зеглуд повертає на захід. Впадає до Арлеті навпроти присілку Рожки. Нижня течія протікає через ліси, де вона заболочена. Приймає декілька приток, найбільша права Ушнетка. На старих радянських топографічних картах Киркиз'я навпаки вказується як ліва притока Ушнетки.
Над річкою розташовані присілки Якшур-Бодьїнського району Зеглуд та Білігурт. У Зеглуді збудовано автомобільний міст.